# Matthew Hadan
Matthew Hadan, conocido como Matt Hadan (Azusa, 4 de junio de 1970), es un deportista estadounidense que compitió en ciclismo en la modalidad de BMX. Ganó dos medallas de bronce en el Campeonato Mundial de Ciclismo BMX, en los años 1997 y 1998.

## Palmarés internacional
| Campeonato Mundial | Campeonato Mundial    | Campeonato Mundial | Campeonato Mundial |
| Año                | Lugar                 | Medalla            | Competición        |
| ------------------ | --------------------- | ------------------ | ------------------ |
| 1997               | Saskatoon (Canadá)    | Medalla de bronce  | Carrera            |
| 1998               | Melbourne (Australia) | Medalla de bronce  | Cruiser            |